# شاه مار بابامراد (مقاطعة دالاهو)
شاه‌مار بابامراد (بالفارسية: شاه‌مار بابامراد) هي قرية تقع في كرمانشاه في إيران. يقدر عدد سكانها بـ 121 نسمة .